# Carl Victor Page
Carl Victor Page (* 26. April 1938 in Flint; † 9. Juni 1996) war ein US-amerikanischer Informatik-Professor. Er ist der Vater von Larry Page.

## Werdegang
Carl Victor Page wurde als Sohn von Pauline Aquilla Chipman Page und Carl Davis Page in Flint, Michigan, geboren. 1956 schloss er als Jahrgangsbester die Flint Mandeville High ab. Danach studierte er an der University of Michigan und erlangte dort 1960 zwei Bachelor-Abschlüsse in Ingenieurstudiengängen, einen davon als erster Absolvent der U-M in Computertechnik. Im Jahr darauf erreichte er den Master in Kommunikationswissenschaften. 1965 wurde er im Fach  Computer Science promoviert und unterrichtete anschließend an der University of North Carolina in Chapel Hill, anschließend wechselte er 1967 an die Michigan State University. Er war Pionier im Bereich Computer Science und in der Erforschung künstlicher Intelligenz.
Page starb mit 58 Jahren an einer Lungenentzündung.